# Eparchie Marča
Die griechisch-katholische Eparchie Marča war die erste unierte Eparchie auf dem heutigen Staatsgebiet Kroatiens, zudem der erste Bischofssitz der unierten Bischöfe des heutigen Bistums von Križevci.

## Geschichte
Nach dem Vordringen der Osmanen auf die Balkanhalbinsel und der damit verbundenen Eingliederung des heutigen Staatsgebiets von Bosnien-Herzegowina und Teilgebieten Kroatiens in das Osmanische Reich, verließen erste Gruppen orthodoxer Christen zwischen 1530 und 1540 organisiert den osmanischen Machtbereich in die Gebiete des heutigen Kroatien. Ihre Heimatgebiete waren Unca, Glamoč und Srb, entlang des Flussgebiets der Cetina gelegen. Ein Teil der orthodoxen Christen trat in die römisch-katholische Kirche ein und assimilierte sich mit der lokalen Bevölkerung. Nach dem Sieg der kroatischen Armee bei der Schlacht bei Sissek im Jahre 1593 begann sich die Bevölkerung des östlichen Slawoniens unter der Hilfe und dem Schutz kroatischer Kompanien in die Gebiete des westlich gelegenen Slawoniens und der Moslawina anzusiedeln. Dadurch hatten sich weitere, orthodoxe Bevölkerungsanteile am Ende des 16. Jahrhunderts im Umland von Ivanić-Grad angesiedelt. Als sich danach in größeren Gruppen weitere Bevölkerungsanteile christlich-orthodoxer Konfession ansiedelten, siedelte sich mit ihr der orthodoxe Klerus bestehend aus Mönchen an. Am Beginn des 17. Jahrhunderts befand sich eine Gruppe von orthodoxen Mönchen mit ihren Archimandrit und Bischof Simeon Vratanja in Marča. Ihre Rechte des Aufenthalts wurden durch Ferdinand III. im Statut (Satuta Valachorum) garantiert.
Im Jahre 1611 wandte sich der zagreber Bischof Petar Domitrović, der selbst orthodoxer Abstammung gewesen war, an Bischof Simeon Vratanja und an die orthodoxen Lokalfürsten (als Stellvertreter der orthodoxen Bevölkerung), mit dem Vorschlag eine Union mit der römisch-katholischen Kirche einzugehen. Durch die Genehmigung des Statuts von Ferdinand III. und den ihm unterstellten Offizieren der Militärgrenze, bezogen Simeon Vratanja und die orthodoxen Fürsten als sogenannte „Grenzer“, Krajišnici, ihren Lebensunterhalt. Am 23. März 1611 wurde Simeon Vratanja durch Ferdinand III. weltlich zum Episkopus ernannt. Als danach die Mönche und orthodoxe Volksvertreter in Marča einer Union mit Rom zustimmten, ermächtigen sie Bischof Vratanja mit seinem Delegaten und griechisch-katholischen Pfarrer Martin Dubravić (aus Ivanić-Grad stammend) sich auf den Weg nach Rom zu begeben, um die Union zu bekräftigen. Am 19. November 1611 erörterte Papst Paul V. mit seinen Kardinälen eine Union des Hl. Stuhls mit Bischof Simeon Vratanja und Pfarrer Martin Dubravić. Am selben Tag gab Kardinal Robert Belarmino eine Bestätigung heraus, dass Bischof Vratanja eine Union mit der römisch-katholischen Kirche eingegangen ist. Daraufhin wurde Simeon Vratanja zum Episkopus der griechisch-katholischen Gläubigen auf den Gebieten des heutigen Ungarn, Slawonien, Kroatien bis zu den Grenzverläufen der Koruška ernannt.
Durch die Bitte von Bischof Simeon Vratanja gab Papst Paul V. am 21. November 1611 das
Dekret (Divinae Majestetis arbitrio) heraus, mit dem kanonisch die Errichtung der griechisch-katholische Eparchie von Marča, die unter den Schutz des hl. Erzengels Michael gestellt wurde, gewährleistet war. Bischof Simeon Vratanja wurde zudem von Papst Paul V. zum Abt des Klosters Marča ernannt. Für die Errichtung der Eparchie von Marča stellte Papst Paul V. das Grundstück einer ehemaligen römisch-katholischen Kirche, die den Allerheiligen geweiht war, zur Verfügung. Zum Beginn des Jahres 1612 kehrte Bischof Simeon Vratanja mit Martin Dubravić aus Rom zurück. Am 10. Januar 1612 erteilte Ferdinand III. allen Offizieren der Militärgrenze den Befehl, Bischof Simeon jegliche Hilfeleistung für seine täglichen Aufgaben zu gewährleisten. Zudem forderte er die Offiziere auf, die dortigen Christen zu ermahnen, ihrem Kirchenoberhaupt gehorsam zu sein. In den Anfängen der neu gegründeten Eparchie unter der Leitung von Simeon Vratanja und der Unterstützung des Zagreber Bischofs Petar Domitrović blieb die Leitung der Eparchie von Marča stabil. Nach dem Tod des Bischofs von Zagreb, bestanden seine Nachfolger immer mehr darauf, dass die Bischöfe der griechisch-katholischen Eparchie Marča nur im Stande von Vikaren tätig sein sollten und unterstellten diese dem Bistum Zagreb. Somit war der Niedergang der Eparchie von Marča besiegelt.